# دنیل اشمیکال
دنیل اشمیکال (چکی: Daniel Šmejkal؛ زادهٔ ۲۸ اوت ۱۹۷۰) بازیکن سابق و مربی فوتبال اهل جمهوری چک است.
از باشگاه‌هایی که در آن بازی کرده‌است می‌توان به باشگاه فوتبال بلشانی، باشگاه فوتبال اسلاویا پراگ، باشگاه فوتبال ویکتوریا پلزن، دوکلا پراگ، باشگاه فوتبال اوردینگن ۰۵، و باشگاه فوتبال نورنبرگ اشاره کرد.
وی همچنین در تیم ملی فوتبال جمهوری چک بازی کرده‌است.